# WWE United Kingdom Championship Special
El Campeonato Británico Especial fue un lucha libre profesional evento producido por WWE, que se emitió exclusivamente en la WWE Network. El evento se filmó el 7 de mayo de 2017 y se emitió el 19 de mayo de 2017. El evento se celebró en Epic Studios en Norwich, Norfolk, Inglaterra y contó con la participación de los competidores de 205 Live marca.

## Antecedentes
El 15 de diciembre de 2016, en The O2 Arena, Triple H anunció que el mes siguiente WWE coronaría su United Kingdom Champion. El torneo Torneo de Campeonato del Reino Unido tuvo lugar durante dos días el 14 y 15 de enero. El torneo y el campeonato fueron ganados por Tyler Bate. Con la victoria, Bate, de 19 años, se convirtió en el campeón individual más joven en la historia de la WWE y el segundo campeón más joven detrás de René Duprée (10 años Nicholas más tarde se convirtió en el más joven de todos los tiempos en WrestleMania 34).
El 15 de mayo de 2017, la WWE anunció un seguimiento del torneo del Campeonato del Reino Unido, titulado "Especial del Campeonato del Reino Unido", el evento fue comentado por Jim Ross y Nigel McGuinness.

## Resultados
- Wolfgang derrotó a Joseph Conners. (11:00)
  - Wolfgang cubrió a Conners después de un «Damage Point».
- The Brian Kendrick & TJP derrotó a Dan Moloney & Rich Swann. (11:30)
  - Kendrick cubrió a Moloney con un «Roll-up».
- Pete Dunne derrotó a Trent Seven y ganó una oportunidad por el Campeonato Británico de la WWE. (15:55)
  - Dunne cubrió a Seven después de un «Bitter End».
- Tyler Bate derrotó a Mark Andrews y retuvo el Campeonato Británico de la WWE. (24:50)
  - Bate cubrió a Andrews después de un «Tyler Driver '97».
  - Después de la lucha, Dunne se va confrontando a Bate.